# Richard Morgan (Schauspieler)
Richard Morgan (* 12. August 1958 in Hobart, Tasmanien, Australien; † 23. Dezember 2006 in Melbourne, Victoria, Australien) war ein australischer Schauspieler.

## Leben
Morgan begann seine Schauspielerkarriere 1975 mit Gastrollen in australischen Fernsehserien. Zwischen 1976 und 1983 spielte er eine der Hauptrollen der Serie Die Sullivans, welche sich mit dem Leben einer australischen Familie in der Zeit des Zweiten Weltkriegs beschäftigte. Nachdem die Serie eingestellt worden war, übernahm er eine wiederkehrende Gastrolle in der Seifenoper Sons and Daughters. Daneben hatte er Rollen in Spielfilmen wie Phar Lap – Legende einer Nation von Simon Wincer und Farewell to the King von John Milius.
1990 verließ er das Showgeschäft und begann erst fast zehn Jahre später wieder als Schauspieler zu arbeiten. Nach einigen Gastrollen bekam er 1999 eine wiederkehrende Rolle in der Krimiserie Stingers. Als bei ihm 2005 Amyotrophe Lateralsklerose diagnostiziert wurde, zog er sich aus der Öffentlichkeit zurück und erlag der Krankheit schließlich Ende 2006.

## Filmografie (Auswahl)
- 1975: Morddezernat Melbourne (Homicide, Fernsehserie)
- 1976: Der Landpolizist (Solo One, Fernsehserie)
- 1976–1983: Die Sullivans (The Sullivans, Seifenoper)
- 1983: Phar Lap – Legende einer Nation (Phar Lap)
- 1984–1985: Sons and Daughters (Seifenoper)
- 1987: Outback Vampires
- 1989: Farewell to the King
- 1990: Skirts
- 1999: Home and Away (Seifenoper)
- 1999–2004: Stingers (Fernsehserie)
- 2000: Nachbarn (Seifenoper)
- 2000: Something in the Air (Fernsehserie)